# Anelosimus dubiosus
Anelosimus dubiosus är en spindelart som först beskrevs av Eugen von Keyserling 1891.  Anelosimus dubiosus ingår i släktet Anelosimus och familjen klotspindlar. Inga underarter finns listade i Catalogue of Life.